# Braye-sous-Faye
Pour les articles homonymes, voir Braye et Faye.
Braye-sous-Faye est une commune française du département d'Indre-et-Loire, en région Centre-Val de Loire.

## Géographie
Braye-sous-Faye est un petit village français, situé dans le département d'Indre-et-Loire et la région du Centre-Val de Loire.
La commune s'étend sur 15,7 kilomètres carrés et compte 333 habitants depuis le dernier recensement de la population. Avec une densité de 21,3 habitants par kilomètre carré, Braye-sous-Faye a subi une forte baisse de 10,5 % de sa population par rapport à 1999.
Entouré par les communes de Razines, Richelieu et Braslou, Braye-sous-Faye est situé à quatre kilomètres au sud-est de Richelieu, la plus grande ville aux alentours.
Située à 67 mètres d'altitude, les rivières La Veude et Le Mable sont les principaux cours d'eau qui traversent la commune de Braye-sous-Faye.
| Richelieu Pouant Vienne | Chaveignes      |         |
| Nueil-sous-faye Vienne  | Braye-sous-Faye | Braslou |
| Sérigny Vienne          | Faye-la-Vineuse | Razines |

### Hydrographie

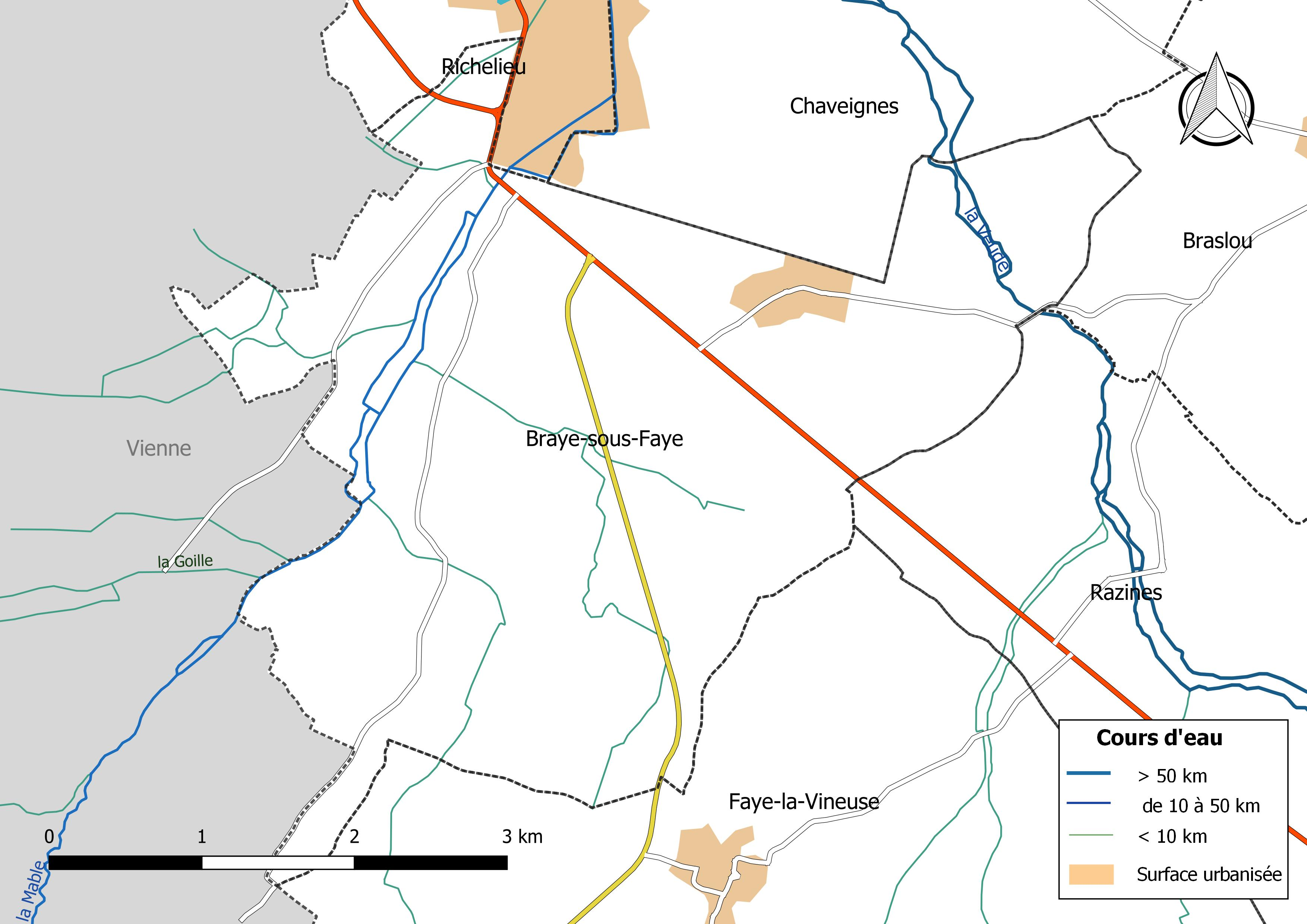
Réseau hydrographique de Braye-sous-Faye.

Le réseau hydrographique communal, d'une longueur totale de 20,54 km, comprend deux cours d'eau notables, la Veude (1,369 km) et la Mable (3,58 km), et neuf petits cours d'eau pour certains temporaires,.
La Veude, d'une longueur totale de 42,2 km, prend sa source à une altitude de 150 m sur la commune de Thuré (Vienne) et se jette  dans la Vienne à 36 m d'altitude, à la limite entre les communes d'Anché et de Rivière, après avoir traversé 14 communes. La station hydrométrique de Lémeré permet de caractériser les paramètres hydrométriques de la Veude. Le débit mensuel moyen (calculé sur 22 ans pour cette station) varie de 0,32 m3/s au mois d'août  à 2,31 m3/s au mois de février. Le débit instantané maximal observé sur cette station est de 24,90 m3/s le 20 juin 2013, la hauteur maximale relevée a été de 2,57 m ce même jour,. Sur le plan piscicole, la Veude est classée en deuxième catégorie piscicole. Le groupe biologique dominant est constitué essentiellement de poissons blancs (cyprinidés) et de carnassiers (brochet, sandre et perche).
La Mable, d'une longueur totale de 25,3 km, prend sa source à une altitude de 137 m sur la commune d'Orches et se jette  dans la Veude à Champigny-sur-Veude, à 43 m d'altitude, après avoir traversé neuf communes. Sur le plan piscicole, la Mable est également classée en deuxième catégorie piscicole.

### Climat
Pour des articles plus généraux, voir Climat du Centre-Val de Loire et Climat d'Indre-et-Loire.
En 2010, le climat de la commune est de type climat océanique dégradé des plaines du Centre et du Nord, selon une étude du CNRS s'appuyant sur une série de données couvrant la période 1971-2000. En 2020, Météo-France publie une typologie des climats de la France métropolitaine dans laquelle la commune est exposée à un climat océanique altéré et est dans la région climatique Moyenne vallée de la Loire, caractérisée par une bonne insolation (1 850 h/an) et un été peu pluvieux.
Pour la période 1971-2000, la température annuelle moyenne est de 11,6 °C, avec une amplitude thermique annuelle de 15,1 °C. Le cumul annuel moyen de précipitations est de 681 mm, avec 11,1 jours de précipitations en janvier et 6,6 jours en juillet. Pour la période 1991-2020, la température moyenne annuelle observée sur la station météorologique de Météo-France la plus proche, sur la commune de Courcoué à 6 km à vol d'oiseau, est de 12,5 °C et le cumul annuel moyen de précipitations est de 688,4 mm,. Pour l'avenir, les paramètres climatiques de la commune estimés pour 2050 selon différents scénarios d'émission de gaz à effet de serre sont consultables sur un site dédié publié par Météo-France en novembre 2022.

## Urbanisme

### Typologie
Au 1er janvier 2024, Braye-sous-Faye est catégorisée commune rurale à habitat dispersé, selon la nouvelle grille communale de densité à sept niveaux définie par l'Insee en 2022.
Elle est située hors unité urbaine et hors attraction des villes,.

### Occupation des sols
L'occupation des sols de la commune, telle qu'elle ressort de la base de données européenne d’occupation biophysique des sols Corine Land Cover (CLC), est marquée par l'importance des territoires agricoles (77,2 % en 2018), une proportion identique à celle de 1990 (77,2 %). La répartition détaillée en 2018 est la suivante : 
terres arables (37,5 %), forêts (21,1 %), zones agricoles hétérogènes (19,9 %), prairies (19,8 %), zones urbanisées (1,6 %), espaces verts artificialisés, non agricoles (0,1 %). L'évolution de l’occupation des sols de la commune et de ses infrastructures peut être observée sur les différentes représentations cartographiques du territoire : la carte de Cassini (XVIIIe siècle), la carte d'état-major (1820-1866) et les cartes ou photos aériennes de l'IGN pour la période actuelle (1950 à aujourd'hui).

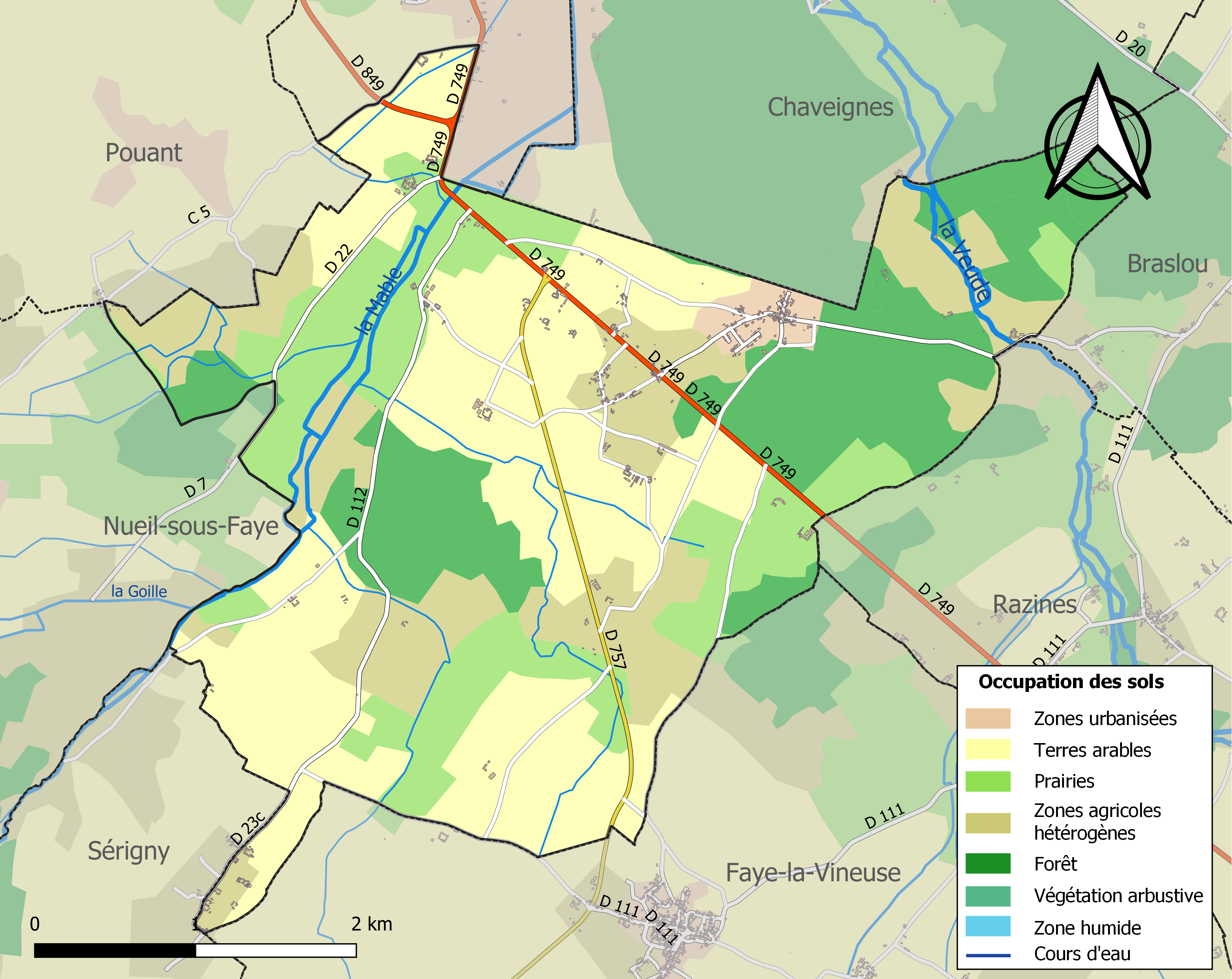
Carte des infrastructures et de l'occupation des sols de la commune en 2018 (CLC).

### Risques majeurs
Le territoire de la commune de Braye-sous-Faye est vulnérable à différents aléas naturels : météorologiques (tempête, orage, neige, grand froid, canicule ou sécheresse), feux de forêts et séisme (sismicité modérée). Un site publié par le BRGM permet d'évaluer simplement et rapidement les risques d'un bien localisé soit par son adresse soit par le numéro de sa parcelle.
Pour anticiper une remontée des risques de feux de forêt et de végétation vers le nord de la France en lien avec le dérèglement climatique, les services de l’État en région Centre-Val de Loire (DREAL, DRAAF, DDT) avec les SDIS ont réalisé en 2021 un atlas régional du risque de feux de forêt, permettant d’améliorer la connaissance sur les massifs les plus exposés. La commune, étant pour partie dans le massif de Richelieu, est classée au niveau de risque 1, sur une échelle qui en comporte quatre (1 étant le niveau maximal).

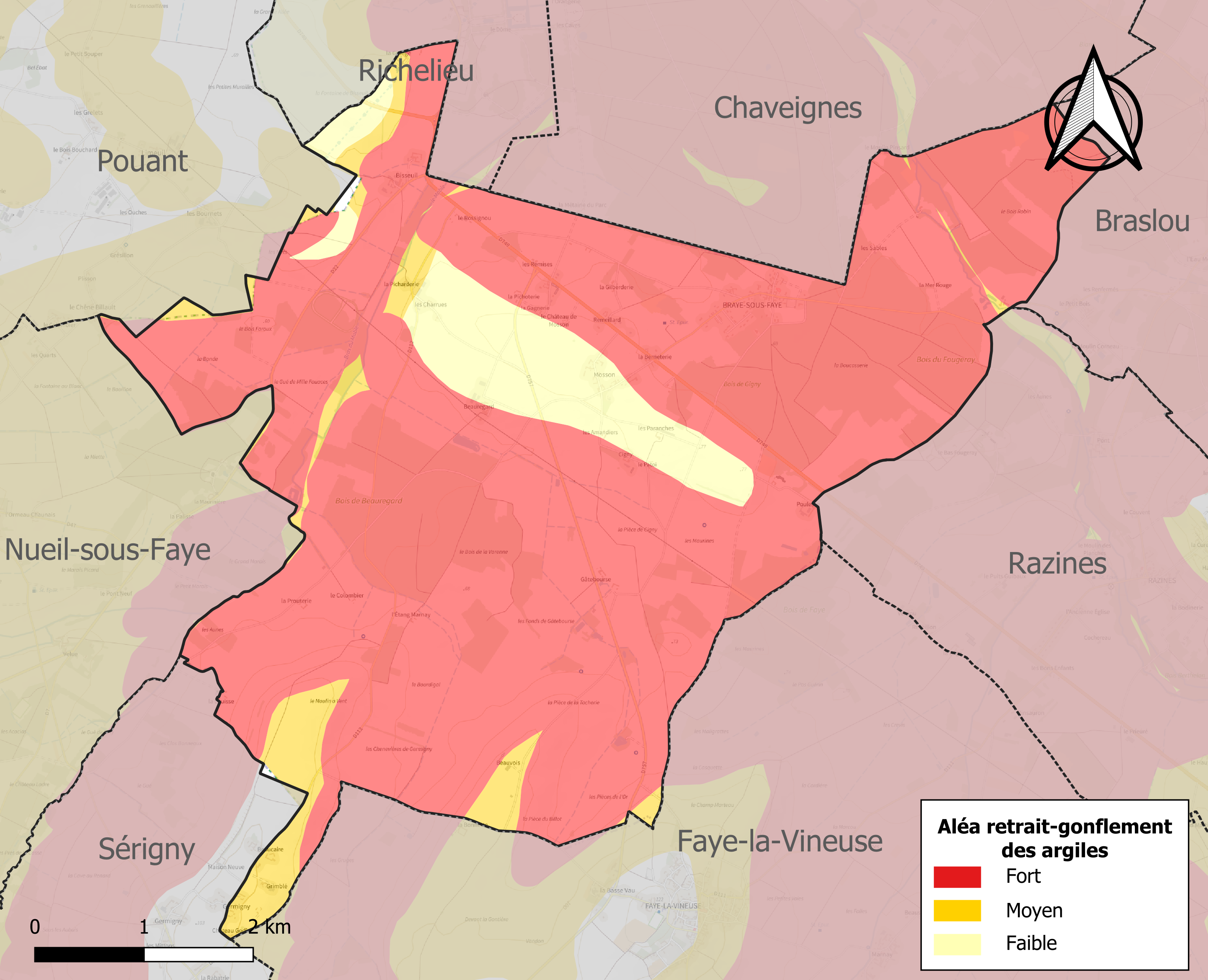
Carte des zones d'aléa retrait-gonflement des sols argileux de Braye-sous-Faye.

Le retrait-gonflement des sols argileux est susceptible d'engendrer des dommages importants aux bâtiments en cas d’alternance de périodes de sécheresse et de pluie. 91,6 % de la superficie communale est en aléa moyen ou fort (90,2 % au niveau départemental et 48,5 % au niveau national). Sur les 188 bâtiments dénombrés sur la commune en 2019, 157 sont en aléa moyen ou fort, soit 84 %, à comparer aux 91 % au niveau départemental et 54 % au niveau national. Une cartographie de l'exposition du territoire national au retrait gonflement des sols argileux est disponible sur le site du BRGM,.
Concernant les mouvements de terrains, la commune a été reconnue en état de catastrophe naturelle au titre des dommages causés par des mouvements de terrain en 1999.

## Toponymie
Braye-sous-Faye (37120) : de Braiacum < du celtique  bracca « barrage » ou du gallo-romain bracum = « lieu boueux »[réf. nécessaire].
Du Gaulois *bracu ( plus exactement *brakus, brakōs) qui a d’abord désigné un « fond de vallée humide » puis un « marais ».

## Histoire
La commune tient son nom de celle de Faye-la-Vineuse, qui autrefois tenait Braye-sous-Faye sous tutelle, comme dix autres villages du canton, du XIIIe au XVIIIe siècle.
En tant que paroisse du château de Richelieu, avant construction de la ville du même nom de 1631 à 1643, son église abrita jusqu'à la Révolution les sépultures d'une grande partie de la famille du cardinal de Richelieu, dont sa mère Suzanne du Plessis et son frère Henri.

## Politique et administration
| Période                                  | Période       | Identité           | Étiquette | Qualité |
| ---------------------------------------- | ------------- | ------------------ | --------- | ------- |
| mars 1983                                | mars 2001     | Marcel Brisset     | SE        |         |
| mars 2001                                | réélu en 2008 | Jean-Marie Savaton | SE        |         |
| mars 2014                                | 2020          | Serge Gaboriau     | DVD       | Artisan |
| 2020                                     | En cours      | Patrick Devyver    |           |         |
| Les données manquantes sont à compléter. |               |                    |           |         |

## Démographie
L'évolution du nombre d'habitants est connue à travers les recensements de la population effectués dans la commune depuis 1793. Pour les communes de moins de 10 000 habitants, une enquête de recensement portant sur toute la population est réalisée tous les cinq ans, les populations de référence des années intermédiaires étant quant à elles estimées par interpolation ou extrapolation. Pour la commune, le premier recensement exhaustif entrant dans le cadre du nouveau dispositif a été réalisé en 2008.

En 2022, la commune comptait 281 habitants, en évolution de −13,54 % par rapport à 2016 (Indre-et-Loire : +1,67 %, France hors Mayotte : +2,11 %).
| 1793 | 1800 | 1806 | 1821 | 1831 | 1836 | 1841 | 1846 | 1851 |
| ---- | ---- | ---- | ---- | ---- | ---- | ---- | ---- | ---- |
| 342  | 394  | 367  | 456  | 406  | 411  | 435  | 439  | 471  |

| 1856 | 1861 | 1866 | 1872 | 1876 | 1881 | 1886 | 1891 | 1896 |
| ---- | ---- | ---- | ---- | ---- | ---- | ---- | ---- | ---- |
| 465  | 465  | 444  | 384  | 404  | 390  | 409  | 428  | 421  |

| 1901 | 1906 | 1911 | 1921 | 1926 | 1931 | 1936 | 1946 | 1954 |
| ---- | ---- | ---- | ---- | ---- | ---- | ---- | ---- | ---- |
| 393  | 377  | 379  | 370  | 348  | 363  | 361  | 377  | 353  |

| 1962 | 1968 | 1975 | 1982 | 1990 | 1999 | 2006 | 2008 | 2013 |
| ---- | ---- | ---- | ---- | ---- | ---- | ---- | ---- | ---- |
| 373  | 297  | 294  | 307  | 349  | 368  | 333  | 323  | 329  |

| 2018 | 2022 | - | - | - | - | - | - | - |
| ---- | ---- | - | - | - | - | - | - | - |
| 296  | 281  | - | - | - | - | - | - | - |

## Culture locale et patrimoine

### Lieux et monuments
- Église Saint-Jean-Baptiste, de styles roman et néogothique.
- Motte de Mosson. La motte castrale est située à environ 1 kilomètre à l'ouest du bourg, et jouxte l'actuel château de Mosson. Vers 1110, apparaît la première mention d'un seigneur de  Mosson, un certain Gaufredi de Mausum, mentionné dans le cartulaire de Saint-Cyprien. Selon le Dr Orrillard, en 1565, une querelle entre Louis du Plessis de Richelieu et le sire de Mausson entraîne la mort du premier. La vengeance organisée par le frère de la victime contraignit le sire de Mausson à « faire creuser un souterrain pour pouvoir sortir de son donjon sans être vu et qui aboutissait près d'un gué du Mable, à 800 mètres de la demeure »[31].

### Personnalités liées à la commune
- Le cardinal de Richelieu et toute sa famille.